# Lätt tungvikt i fristil i brottning vid olympiska sommarspelen 1988
Herrarnas brottningsturnering i fristil i viktklassen lätt tungvikt vid olympiska sommarspelen 1988 avgjordes i Seongnam i Sangmu Gymnasium. 

## Medaljörer
| Klass         | Guld                                 | Silver            | Brons                  |
| Lätt tungvikt | Makharbek Khadartsev · Sovjetunionen | Akira Ota · Japan | Kim Tae-Woo · Sydkorea |

## Resultat
- TO — Vinst genom fall
- SP — Vinst genom överlägsenhet, 12-14 poängs skillnad, förloraren med poäng
- SO — Vinst genom överlägsenhet, 12-14 poängs skillnad, förloraren utan poäng
- ST — Vinst genom teknisk överlägsenhet, 15 poäng skillnad
- PP — Vinst genom poäng, förloraren med tekniska poäng
- PO — Vinst genom poäng, förloraren utan tekniska poäng
- PA — Vinst genom att motståndaren skadas
- DQ — Vinst genom förverkande
- D2 — Båda brottarna diskvalificerade på grund av passivitet  (0-0 poäng)
- DNA — Dök inte upp
- L — Förluster
- ER — Elimineringsrunda
- CP — Klassificeringspoäng
- TP — Tekniska poäng

- PA — Vinst genom att motståndaren skadats

### Elimineringsrunda

#### Pool A
| L        |                             | CP       | TP       |                             | L        |          |
| Omgång 1 | Omgång 1                    | Omgång 1 | Omgång 1 | Omgång 1                    | Omgång 1 | Omgång 1 |
| -------- | --------------------------- | -------- | -------- | --------------------------- | -------- | -------- |
| 0        | Akira Ota (JPN)             | 3-1 PP   | 12-6     | Christian Iloanusi (NGR)    | 1        |          |
| 1        | Walter Koenig (AUS)         | 0-4 TF   | 2:03     | Abdul Majeed Maruwala (PAK) | 0        |          |
| 1        | Subhash Verma (IND)         | 1-3 PP   | 4-11     | Gábor Tóth (HUN)            | 0        |          |
| 1        | Charles Cox (CAN)           | 1-3 PP   | 7-10     | Jim Scherr (USA)            | 0        |          |
| 0        | Graeme English (GBR)        | 4-0 TF   | 2:13     | Moustapha Guèye (SEN)       | 1        |          |
| 1        | Samba Adama (MTN)           | 0-4 TF   | 2:45     | Iraklis Deskoulidis (GRE)   | 0        |          |
| 1        | Mohammed Taj (AFG)          | 1-3 PP   | 4-14     | Mehmet Türkkaya (TUR)       | 0        |          |
| Omgång 2 |                             |          |          |                             |          |          |
| 0        | Akira Ota (JPN)             | 4-0 TF   | 1:12     | Walter Koenig (AUS)         | 2        |          |
| 2        | Christian Iloanusi (NGR)    | 0-3 P1   | 3:26     | Abdul Majeed Maruwala (PAK) | 0        |          |
| 1        | Subhash Verma (IND)         | 4-0 ST   | 15-0     | Charles Cox (CAN)           | 2        |          |
| 1        | Gábor Tóth (HUN)            | 1-3 PP   | 1-3      | Jim Scherr (USA)            | 0        |          |
| 0        | Graeme English (GBR)        | 4-0 TF   | 1:24     | Samba Adama (MTN)           | 2        |          |
| 2        | Moustapha Guèye (SEN)       | 0-4 TF   | 1:30     | Mohammed Taj (AFG)          | 1        |          |
| 1        | Iraklis Deskoulidis (GRE)   | 0-0 DQ   | 5:09     | Mehmet Türkkaya (TUR)       | 1        |          |
| Omgång 3 |                             |          |          |                             |          |          |
| 0        | Akira Ota (JPN)             | 4-0 TF   | 1:52     | Abdul Majeed Maruwala (PAK) | 1        |          |
| 2        | Subhash Verma (IND)         | 1-3 PP   | 3-6      | Jim Scherr (USA)            | 0        |          |
| 1        | Gábor Tóth (HUN)            | 3-0 PO   | 10-0     | Graeme English (GBR)        | 1        |          |
| 1        | Iraklis Deskoulidis (GRE)   | 4-0 TF   | 1:52     | Mohammed Taj (AFG)          | 2        |          |
| 1        | Mehmet Türkkaya (TUR)       |          |          | Bye                         |          |          |
| Omgång 4 |                             |          |          |                             |          |          |
| 2        | Mehmet Türkkaya (TUR)       | 0-4 TF   | 5:51     | Akira Ota (JPN)             | 0        |          |
| 2        | Abdul Majeed Maruwala (PAK) | 1-3 PP   | 2-6      | Gábor Tóth (HUN)            | 1        |          |
| 0        | Jim Scherr (USA)            | 4-0 ST   | 15-0     | Graeme English (GBR)        | 2        |          |
| 1        | Iraklis Deskoulidis (GRE)   |          |          | Bye                         |          |          |
| Omgång 5 |                             |          |          |                             |          |          |
| 2        | Iraklis Deskoulidis (GRE)   | 0-3 PO   | 0-4      | Gábor Tóth (HUN)            | 1        |          |
| 0        | Akira Ota (JPN)             | 4-0 TF   | 5:06     | Jim Scherr (USA)            | 1        |          |
| Omgång 6 |                             |          |          |                             |          |          |
| 1        | Akira Ota (JPN)             | 1-3 PP   | 4-5      | Gábor Tóth (HUN)            | 1        |          |
| 1        | Jim Scherr (USA)            |          |          | Bye                         |          |          |

| Brottare                    | L | ER | CP | Tiebreaker |
| --------------------------- | - | -- | -- | ---------- |
| Akira Ota (JPN)             | 1 | -  | 20 | 5          |
| Gábor Tóth (HUN)            | 1 | -  | 16 | 4          |
| Jim Scherr (USA)            | 1 | -  | 13 | 3          |
| Iraklis Deskoulidis (GRE)   | 2 | 5  | 8  |            |
| Abdul Majeed Maruwala (PAK) | 2 | 4  | 8  |            |
| Graeme English (GBR)        | 2 | 4  | 8  |            |
| Mehmet Türkkaya (TUR)       | 2 | 4  | 3  |            |
| Subhash Verma (IND)         | 2 | 3  | 6  |            |
| Mohammed Taj (AFG)          | 2 | 3  | 5  |            |
| Charles Cox (CAN)           | 2 | 2  | 1  |            |
| Christian Iloanusi (NGR)    | 2 | 2  | 1  |            |
| Walter Koenig (AUS)         | 2 | 2  | 0  |            |
| Samba Adama (MTN)           | 2 | 2  | 0  |            |
| Moustapha Guèye (SEN)       | 2 | 2  | 0  |            |

#### Pool B
| L        |                             | CP       | TP       |                             | L        |          |
| Omgång 1 | Omgång 1                    | Omgång 1 | Omgång 1 | Omgång 1                    | Omgång 1 | Omgång 1 |
| -------- | --------------------------- | -------- | -------- | --------------------------- | -------- | -------- |
| 0        | Zevegiin Düvchin (MGL)      | 4-0 TF   | 1:20     | Reuben Tucker (GUM)         | 1        |          |
| 1        | Roberto Leitao (BRA)        | 1-3 PP   | 6-10     | Hubert Bindels (BEL)        | 0        |          |
| 0        | Rumen Alabakov (BUL)        | 3-1 PP   | 9-3      | Jerzy Nieć (POL)            | 1        |          |
| 0        | Mohammad Reza Toupchi (IRI) | 3-1 PP   | 3-2      | Bodo Lukowski (FRG)         | 1        |          |
| 1        | Jean-Baptiste Youmbi (CMR)  | 0-4 ST   | 0-15     | Makharbek Khadartsev (URS)  | 0        |          |
| 0        | Kim Tae-Woo (KOR)           | 3-1 PP   | 8-2      | Ahmed Al-Shamy (SYR)        | 1        |          |
| 0        | Edwin Lins (AUT)            | 4-0 TF   | 1:35     | Bakary Sanneh (GAM)         | 1        |          |
| Omgång 2 |                             |          |          |                             |          |          |
| 0        | Zevegiin Düvchin (MGL)      | 3-1 PP   | 9-2      | Roberto Leitao (BRA)        | 2        |          |
| 2        | Reuben Tucker (GUM)         | 0-4 TF   | 0:36     | Hubert Bindels (BEL)        | 0        |          |
| 0        | Rumen Alabakov (BUL)        | 3-1 PP   | 3-2      | Mohammad Reza Toupchi (IRI) | 1        |          |
| 2        | Jerzy Nieć (POL)            | 0-3 P1   | 5:08     | Bodo Lukowski (FRG)         | 1        |          |
| 2        | Jean-Baptiste Youmbi (CMR)  | 0-3.5 PS | 4:41     | Kim Tae-Woo (KOR)           | 0        |          |
| 0        | Makharbek Khadartsev (URS)  | 3-1 PP   | 10-1     | Edwin Lins (AUT)            | 1        |          |
| 1        | Ahmed Al-Shamy (SYR)        | 4-0 TF   | 1:55     | Bakary Sanneh (GAM)         | 2        |          |
| Omgång 3 |                             |          |          |                             |          |          |
| 0        | Zevegiin Düvchin (MGL)      | 3-1 PP   | 3-1      | Hubert Bindels (BEL)        | 1        |          |
| 0        | Rumen Alabakov (BUL)        | 3-1 PP   | 3-2      | Bodo Lukowski (FRG)         | 2        |          |
| 2        | Mohammad Reza Toupchi (IRI) | 0-3 P1   | 3:27     | Kim Tae-Woo (KOR)           | 0        |          |
| 0        | Makharbek Khadartsev (URS)  | 4-0 TF   | 2:47     | Ahmed Al-Shamy (SYR)        | 2        |          |
| 1        | Edwin Lins (AUT)            |          |          | Bye                         |          |          |
| Omgång 4 |                             |          |          |                             |          |          |
| 1        | Edwin Lins (AUT)            | 3-1 PP   | 6-5      | Zevegiin Düvchin (MGL)      | 1        |          |
| 2        | Hubert Bindels (BEL)        | 0-3 PO   | 0-9      | Rumen Alabakov (BUL)        | 0        |          |
| 0        | Makharbek Khadartsev (URS)  | 4-0 TF   | 3:54     | Kim Tae-Woo (KOR)           | 1        |          |
| Omgång 5 |                             |          |          |                             |          |          |
| 2        | Edwin Lins (AUT)            | 0-4 TF   | 1:41     | Rumen Alabakov (BUL)        | 0        |          |
| 2        | Zevegiin Düvchin (MGL)      | 0-4 TF   | 1:46     | Makharbek Khadartsev (URS)  | 0        |          |
| 1        | Kim Tae-Woo (KOR)           |          |          | Bye                         |          |          |
| Omgång 6 |                             |          |          |                             |          |          |
| 1        | Kim Tae-Woo (KOR)           | 3-1 PP   | 5-3      | Rumen Alabakov (BUL)        | 1        |          |
| 0        | Makharbek Khadartsev (URS)  |          |          | Bye                         |          |          |
| Omgång 7 |                             |          |          |                             |          |          |
| 0        | Makharbek Khadartsev (URS)  | 4-0 TF   | 5:27     | Rumen Alabakov (BUL)        | 2        |          |
| 1        | Kim Tae-Woo (KOR)           |          |          | Bye                         |          |          |

| Brottare                    | L | ER | CP   |
| --------------------------- | - | -- | ---- |
| Makharbek Khadartsev (URS)  | 0 | -  | 23   |
| Kim Tae-Woo (KOR)           | 1 | -  | 12.5 |
| Rumen Alabakov (BUL)        | 2 | 7  | 17   |
| Zevegiin Düvchin (MGL)      | 2 | 5  | 11   |
| Edwin Lins (AUT)            | 2 | 5  | 8    |
| Hubert Bindels (BEL)        | 2 | 4  | 8    |
| Bodo Lukowski (FRG)         | 2 | 3  | 5    |
| Ahmed Al-Shamy (SYR)        | 2 | 3  | 5    |
| Mohammad Reza Toupchi (IRI) | 2 | 3  | 4    |
| Roberto Leitao (BRA)        | 2 | 2  | 2    |
| Jerzy Nieć (POL)            | 2 | 2  | 1    |
| Jean-Baptiste Youmbi (CMR)  | 2 | 2  | 0    |
| Bakary Sanneh (GAM)         | 2 | 2  | 0    |
| Reuben Tucker (GUM)         | 2 | 2  | 0    |

### Slutkamper
|                           | CP        | TP        |                            |           |
| 7:e plats                 | 7:e plats | 7:e plats | 7:e plats                  | 7:e plats |
| ------------------------- | --------- | --------- | -------------------------- | --------- |
| Iraklis Deskoulidis (GRE) | 3-1 PP    | 4-2       | Zevegiin Düvchin (MGL)     |           |
| 5:e plats                 |           |           |                            |           |
| Jim Scherr (USA)          | 3-1 PP    | 3-1       | Rumen Alabakov (BUL)       |           |
| Bronsmatch                |           |           |                            |           |
| Gábor Tóth (HUN)          | 0-3 PO    | 0-1       | Kim Tae-Woo (KOR)          |           |
| Final                     |           |           |                            |           |
| Akira Ota (JPN)           | 0-4 ST    | 0-16      | Makharbek Khadartsev (URS) |           |